# Great Teacher Onizuka
Great Teacher Onizuka (グレート・ティーチャー・オニヅカ Gurēto Tīchā Onizuka), thường được viết tắt là GTO, là một bộ manga được sáng tác và minh họa bởi Tooru Fujisawa. Ban đầu nó được đăng theo kỳ trên Weekly Shōnen Magazine từ tháng 1 năm 1997 đến tháng 2 năm 2002. Câu chuyện tập trung vào thành viên cũ nhóm Bōsōzoku (暴走族, biker gangs) 22 tuổi Eikichi Onizuka, người trở thành giáo viên tại một trường trung học tư thục, Học viện Thánh lâm (Holy Forest Academy), ở Tokyo, Nhật Bản. Đây là phần 3 tiếp nối các bộ manga trước đó của Tooru Fujisawa, phần 1 Bad Company và phần 2 Shonan Junai Gumi (lit. "Shōnan True Love Group"), cả hai đều tập trung vào cuộc sống của Onizuka trước khi trở thành giáo viên.
Do sự phổ biến, nổi tiếng lan truyền chóng mặt của manga, một số bản chuyển thể của GTO đã được thực hiện. Những chuyển thể này bao gồm một bộ phim truyền hình Nhật Bản gồm 12 tập, chạy từ tháng 7 đến tháng 9 năm 1998; một bộ live action của đạo diễn Masayuki Suzuki và phát hành vào tháng 12 năm 1999; và một bộ phim truyền hình anime dài 43 tập được phát sóng tại Nhật Bản bởi Fuji TV và Animax từ tháng 6 năm 1999 đến tháng 9 năm 2000. Cả anime và manga đều được Tokyopop cấp phép ở Bắc Mỹ. Một bộ live action thứ hai được phát sóng tại Nhật Bản trong năm 2012, và hai phim nữa vào năm 2014. Nó đã giành giải Manga Kodansha năm 1998 cho thể loại shōnen.

## Vi phạm bản quyền
Tại Việt Nam, trước đây do chưa có thỏa thuận bản quyền và được cấp giấy phép nên GTO đã được nhà xuất bản Thanh Hóa phát hành dưới dạng lậu với cái tên Tôi đi tìm Tôi. Bộ truyện đã được biết đến rộng rãi bởi đông đảo công chúng bạn đọc manga Việt Nam với việc đổi tên tác giả Tooru Fujisawa thành Tùng Dương, Onizuka thành "Đỗ Thành Đạt", tiền yên Nhật thành tiền VNĐ đã khiến cho nhiều người nhầm tưởng đây là bộ truyện tranh Việt Nam và tác giả người Nhật đã ăn cắp ý tưởng của bộ truyện này do tên truyện Onizuka du nhập vào Việt Nam sau đó.